# Guillermo Toledo
Guillermo Toledo Monsalve, anche noto come Willy Toledo (Madrid, 22 maggio 1970), è un attore, produttore teatrale e attivista spagnolo.

## Biografia
Figlio del famoso dottor José Toledo González, uno dei pionieri della chirurgia toracica in Spagna, e di Teresa Monsalve Aulestiarte. Ha tre fratelli maggiori: Marta, José e Íñigo. Mostrò un precoce interesse per la recitazione quando si trasferì negli Stati Uniti nel 1986, dove studiò in un istituto di teatro. Anni dopo, già tornato a Madrid, si iscrisse alla scuola di Cristina Rota; lì incontrò altri due futuri attori, Ernesto Alterio e Alberto San Juan, con i quali fondò poco dopo la compagnia teatrale Animalario. Alcune delle sue opere teatrali più conosciute sono Alejandro y Ana e Hamelin.
Willy ha ottenuto grande popolarità in Spagna interpretando Richard nella serie televisiva 7 vidas tra il 1999 e il 2002, e la accrebbe in questo ultimo anno col suo ruolo nella commedia musicale L'altro lato del letto. Ha partecipato anche al programma televisivo di monologhi umoristici in diretta El club de la comedia. Tra il 2007 e il 2009 è stato protagonista della serie Cuestión de sexo, nella quale interpretava Diego, un padre di famiglia a cui non capitano che disgrazie.
È stato il volto della campagna pubblicitaria natalizia del 2007 del videogioco World of Warcraft in Spagna, accanto a Mr. T, Verne Troyer e William Shatner negli USA e a Jean-Claude Van Damme in Francia. Inoltre ha collaborato insieme a Melanie Olivares, sua vecchia compagna, alla realizzazione del videoclip El hippie de Ibiza, del gruppo musicale El Tío Calambres. È anche famoso per diverse polemiche avute con certi settori, dovute all'appoggio che Toledo dà a organizzazioni di sinistra o a governi della stessa ideologia.

## Filmografia parziale
- Crimen perfecto - Finché morte non li separi, regia di Álex de la Iglesia (2004)
- Il mio nuovo strano fidanzato (Seres queridos), regia di Dominic Harari e Teresa Pelegri (2004)
- Gli amanti passeggeri, regia di Pedro Almodóvar (2013)
- The Queen of Spain (La reina de España), regia di Fernando Trueba (2016)